# Tuppijärvi
Tuppijärvi är en sjö i Pajala kommun i Norrbotten och ingår i Torneälvens huvudavrinningsområde. Sjön har en area på 0,864 kvadratkilometer och ligger 191 meter över havet. Sjön avvattnas av vattendraget Siikajoki.

## Delavrinningsområde
Tuppijärvi ingår i det delavrinningsområde (748844-179874) som SMHI kallar för Utloppet av Tuppijärvi. Medelhöjden är 210 meter över havet och ytan är 15,39 kvadratkilometer. Det finns inga avrinningsområden uppströms utan avrinningsområdet är högsta punkten. Siikajoki som avvattnar avrinningsområdet har biflödesordning 2, vilket innebär att vattnet flödar genom totalt 2 vattendrag innan det når havet efter 241 kilometer. Avrinningsområdet består mestadels av skog (42 procent) och sankmarker (49 procent). Avrinningsområdet har 0,94 kvadratkilometer vattenytor vilket ger det en sjöprocent på 6,1 procent.